# 琥珀柔麗鯛
琥珀柔麗鯛，為輻鰭魚綱鱸形目隆頭魚亞目慈鯛科的其中一種，分布於非洲馬拉威湖Likoma島流域，體長可達12公分，棲息在沙底質的淺水域，以藻類、無脊椎動物為食，生活習性不明，可做為觀賞魚。